# Eluotrope reeks
De eluotrope reeks is in de vloeistofchromatografie een rangschikking van loopvloeistoffen gebaseerd op het vermogen om analyten van de stationaire fase te spoelen. Hoe groter het eluerend vermogen van een loopvloeistof, des te gemakkelijker een analyt van de stationaire fase gespoeld kan worden door het eluens.
Wanneer bijvoorbeeld in SPE een apolaire stof van een apolaire kolom gespoeld moet worden, staan apolaire loopvloeistoffen boven in de eluotrope reeks. Immers, hoe apolairder het loopmiddel, hoe makkelijker de apolaire stof in het loopmiddel gaat zitten. Voor een polaire stationaire fase draait de eluotrope reeks dus om.
Een voorbeeld van een eluotrope reeks, met loopvloeistoffen gerangschikt van apolair naar polair:
- petroleumether
- cyclohexaan
- tetrachloormethaan
- trichloorethaan
- tolueen
- benzeen
- dichloormethaan
- chloroform
- di-ethylether
- ethylacetaat
- aceton
- propanol
- ethanol
- methanol
- water